# NGC 1259
NGC 1259 és una galàxia lenticular la galàxia situada a uns 243 milions d'anys llum de distància a la constel·lació Perseu. La galàxia va ser descoberta per astrònom Guillaume Bigourdan el 21 d'octubre de 1884 i és un membre del cúmul de Perseu.

## SN 2008L
Un supernova de tipus Ia designada com SN 2008L va ser descoberta en NGC 1259 el 14 de gener de 2008.